# کارولین بنت
کارولین بنت (انگلیسی: Carolyn Bennett؛ زادهٔ ۲۰ دسامبر ۱۹۵۰) یک سیاست‌مدار اهل کانادا است. او وزیر امور بومی‌ها و مناطق شمالی کانادا است.